# Depot von Milošice
Das Depot von Milošice (auch Hortfund von Milošice) ist ein Depotfund der frühbronzezeitlichen Aunjetitzer Kultur aus Milošice, einem Ortsteil von Měcholupy u Žatce im Ústecký kraj, Tschechien. Es datiert in die Zeit zwischen 2000 und 1800 v. Chr. Das Depot befindet sich heute im Museum von Žatec.

## Fundgeschichte
Das Depot wurde erstmals 1932 erwähnt. Es wurde beim Pflügen entdeckt. Das Datum des Funds und die genaue Fundstelle sind unbekannt.

## Zusammensetzung
Das Depot besteht aus sechs Bronzegenständen: zwei massive Ovalringe, zwei Armspiralen und zwei Drahtringe. Einer der Ovalringe hat ein Gewicht von 1,75 kg. Die Drahtringe werden im ursprünglichen Fundbericht nicht erwähnt, ihre Zugehörigkeit zum Fund wird aber durch ein altes Foto belegt.